# Witzelsberg (Gemeinden Lasberg, St. Oswald)
Witzelsberg  ist ein Ort im Mühlviertel in Oberösterreich, und
Ortschaft der Gemeinden Sankt Oswald bei Freistadt und Lasberg im Bezirk Freistadt.

## Geographie
Witzelsberg liegt etwa 7½ Kilometer südöstlich von Freistadt im Talungsraum der Feldaist, halbwegs zwischen Lasberg und St. Leonhard im Südosten, auf der Leonharder Seite von Braunberg (912 m ü. A.) und Sattlerberg (860 m ü. A.), auf Höhen um 850 m ü. A.
Die beiden Ortschaften umfassen um die 20 Gebäude mit etwa 70 Einwohnern.
Zum Ortschaftsgebiet gehört neben der Ort Witzelsberg selbst (9 Adressen, ca. 30 EW), der zu St. Oswald gehört die Einzellagen braun nahebei, und auch die Lasberger Gehöfte Untersteininger, Obersteininger, Fichs, Sattler, Holzgattler und Stauda (Ober-, Unterstaudinger) im Südosten, und die Braunberghütte (902 m ü. A.), ebenfalls auf Gemeindegebiet Lasberg westlich des Orts.
Der Raum gehört zum Aist-Naarn-Kuppenland.
Nachbarortschaften
|                          | Oberreitern (Gem. St. Oswald)               | Stiftungsberg (Gem. St. Oswald) |
| Grensberg (Gem. Lasberg) | Kompassrose, die auf Nachbargemeinden zeigt |                                 |
|                          | Paben (Gem. Lasberg)                        | Fürling (Gem. Gutau)            |

## Geschichte
Witzelsberg gehörte zur Ortsgemeinde Wartberg, die 1850 begründet worden war, und schon 1874 auf die beiden Gemeinden St. Oswald und Lasberg aufgeteilt wurde.
|            | Hzgt. Österr. | Krld. Österr. o.d.E. (Ktm. Österr./ Österr.-Ugrn.) | Krld. Österr. o.d.E. (Ktm. Österr./ Österr.-Ugrn.) | Bld. Oberösterreich (Rep. Österr.) | Bld. Oberösterreich (Rep. Österr.) | Bld. Oberösterreich (Rep. Österr.) | Bld. Oberösterreich (Rep. Österr.) | Bld. Oberösterreich (Rep. Österr.) | Bld. Oberösterreich (Rep. Österr.) |
|            | o.A.          | 1788                                               | 1869                                               | 1951                               | 1961                               | 1971                               | 1981                               | 1991                               | 2001                               |
| gesamt     | −             | −                                                  | 96                                                 | 97                                 | 115                                | 81                                 | 63                                 | 71                                 | 71                                 |
| St. Oswald | −             | −                                                  | 96                                                 | 45                                 | 63                                 | 38                                 | 25                                 | 30                                 | 30                                 |
| Lasberg    | −             | −                                                  | 96                                                 | 52                                 | 53                                 | 43                                 | 38                                 | 41                                 | 41                                 |
| gesamt     | ca. 6 Urhöfe  | 15/16                                              | 18                                                 | 19                                 | 20                                 | 22                                 | 22                                 | 22                                 | 21                                 |
| St. Oswald | ca. 6 Urhöfe  | 15/16                                              | 18                                                 | 11                                 | 10                                 | 10                                 | 10                                 | 10                                 | 9                                  |
| Lasberg    | ca. 6 Urhöfe  | 15/16                                              | 18                                                 | 8                                  | 10                                 | 11                                 | 12                                 | 12                                 | 12                                 |

Werte teilw. korrigiert und ergänzt

## Tourismus
Das Gebiet ist beliebtes Wander- und Mountainbikegebiet. Mit der Alpenvereinshütte am Braunberg, der Braunberghütte, liegt hier ein wichtiger Stützpunkt. Hier queren zwei Europawege, der E6 (Finnland–Türkei, hier Österreichischer Weitwanderweg 05, der Nord-Süd-Weg und auch Nordwaldkammweg, von Bad Leonfelden–Freistadt kommend weiter hinauf in das Waldviertel) und E8 (Irland–Türkei, hier auch 170, von Kefermarkt über Liebenau ins Waldviertel).